# 和牛預託商法
和牛預託商法（わぎゅうよたくしょうほう）は、和牛の飼育・繁殖事業に出資を募った上で、出資金を配当に回す自転車操業を行ったり、約束した配当を行わないという詐欺商法の一つで、現物まがい商法の一種である。

## 概要
元来、農家や協同組合が1頭の和牛子牛に対して数人の共同出資を呼びかけ、牛が売れたらお礼程度の牛肉を配当するといった畜産支援を主眼とした小規模の資金調達は存在したが、和牛預託商法は、これとは一線を画する。
1995年に公定歩合が1％を割り、銀行預金が資産運用の機能を喪失すると、運用マネーの流入を見込んで怪しげなものも含め様々な投資商品が雨後のタケノコのように現れた。その中で当時「wagyu」として海外への宣伝が進められており、価値の高騰が目されていた和牛に着目した詐欺商法が和牛預託商法であった。
具体的には、「子牛に出資すれば肥育して成牛となった際に高値で売れて差額が配当される」や「繁殖母牛に出資すれば生まれる子牛の売却代金で継続的に配当が得られる」という触れ込みで、年率5％から8％といった出資の受入れ、預り金及び金利等の取締りに関する法律（出資法）に触れるような高利回りをうたったものも少なくなかった。
実際にはこのような高収益の実態はなく、新規出資が頭打ちになるとすぐに配当が滞り、最盛期には17社あった和牛預託商法の企業は出資者からの返金要請に応じて次々に破綻し、軽井沢ファミリー千紫牧場とジェイファームの2社の元社長が出資法違反と詐欺により逮捕・起訴されるなどして、1997年ごろまでに同商法の被害は一旦収まった。
しかし、ふるさと共済牧場は2001年（平成13年）8月1日付けで商号変更して「ふるさと牧場」に改称して事業を存続させ、2007年に破綻した。支払能力がないにもかかわらず投資家を勧誘して資金を騙し取っていたとして2008年11月に同社社長ら6人が詐欺容疑で逮捕・起訴された。低金利が続く中で「2年で7.8％の予定利回り」を謳ったパンフレットを郵送するなど従前と同じ手口で資金を集め、大部分が和牛とは無関係の元役員らの不動産投資などに使われ、一部を配当として支払いながらの自転車操業を続けていたもので、出資金が返還されていない新たな被害者は約8000人、被害総額は約226億8000万円と見積もられた。
また、テレビCMによる略称の安愚楽牧場で知られる安愚楽共済牧場は、事件被害が問題とされた企業の中で唯一生き残ったことで「最後の砦」と言われていた。実際に多数の牛を肥育していたため、実態があるかのように見えていたが、2011年8月9日に破綻し、被害者数7万3356人、被害総額4207億6700万円という現物まがい商法としては豊田商事事件をも上回る被害が発生し、改めて問題となった。
長期に事業継続していたふれあい牧場・安愚楽牧場も、破綻後に経営の実態が明かされると、その内実は新規出資金で自転車操業的に配当を支払うポンジ・スキームであり、和牛預託商法そのものが全て詐欺商法に過ぎなかったことが判明した。
和牛預託商法による被害を受けて「特定商品等の預託等取引契約に関する法律（特定商品預託法、昭和六十一年法律第六十二号）」の施行令が1997年8月4日に改正され、同令第1条第1項に規定する特定商品に家畜と家禽が追加され規制されることになった。
- 和牛預託商法被害対策弁護団
  - 和牛の里共済牧場被害対策弁護団
  - あさぎり高原共済牧場被害対策弁護団
  - ふるさと共済牧場被害対策弁護団
  - みちのく都路村共済牧場被害対策弁護団
  - 軽井沢ファミリー千紫牧場／安愚楽共済牧場被害対策弁護団*